# La Semence de l'homme
Pour les articles homonymes, voir Semence.
Pour plus de détails, voir Fiche technique et Distribution.
La Semence de l'homme (Il seme dell'uomo) est un film italien réalisé par Marco Ferreri et sorti en 1969.
Le film raconte l'histoire de deux survivants d'une catastrophe inconnue et de leur attitude face à la situation dans laquelle ils ont été jetés sans le vouloir. Confrontés à l'horreur métaphysique d'une potentielle fin de l'humanité, les deux personnages vont montrer une réaction différente, particulièrement sur le choix de faire ou non des enfants. Cino croit en un avenir possible avec l'enthousiasme de la volonté, par opposition au pessimisme de Dora, qui ne se sent pas capable de mettre un enfant au monde dans une telle situation. C'est l'un des films où le nihilisme de Ferreri s'exprime avec le maximum d'intensité et où la pauvreté des moyens devient style et expression,.

## Synopsis
Sur une aire d'autoroute, deux jeunes gens, Cino et Dora, font une brève pause dans leur trajet de retour chez eux. Une fois repartis, ils traversent un long tunnel et quand ils ressortent au grand jour, ils se rendent compte qu'une catastrophe dévastatrice vient de se produire. Quand ils parviennent à rentrer en contact avec d'autres êtres humains à distance, on leur explique que l'état d'urgence est décrété, qu'ils sont seuls et qu'ils devront dans un premier temps assurer eux-mêmes leur subsistance. Ils s'installent dans une maison abandonnée au bord de la mer (le Fort de Macchiatonda près de Capalbio) et tentent de survivre avec ce qu'ils peuvent trouver dans les environs, tandis que la télévision diffuse des images du monde en train de brûler, avec l'opéra lyrique Va, pensiero en fond sonore.
Ils sont bientôt rejoints par quelques personnes, dont un major et un prêtre, qui affirment que les femmes doivent être fécondées pour permettre à l'humanité décimée de survivre. Cino est enthousiaste et coopératif, mais pas Dora. Ces quelques personnes poursuivent leur chemin et laissent Cino et Dora seuls puis une autre femme arrive. Le nouvelle venue se met à bien apprécier Cino et lui fait part de son souhait de faire l'amour avec lui pour la survie de l'espèce. La nouvelle venue tente d'assassiner Dora, mais celle-ci parvient à prendre le dessus et à tuer sa rivale, dont elle offrira le corps à Cino. Plus tard, Cino, après l'avoir endormie, met Dora enceinte et celle-ci, désespérée, lui demande pourquoi il a fait une telle chose. Il ne fait que lui crier : « La graine de l'homme a germé ! J'ai semé ! », mais la terre explose sous leurs pieds. L'humanité n'était pas destinée à perdurer.

## Fiche technique
- Titre français : La Semence de l'homme[3]
- Titre original italien : Il seme dell'uomo
- Réalisation : Marco Ferreri
- Scénario : Marco Ferreri et Sergio Bazzini
- Photographie : Mario Vulpiani
- Montage : Enzo Micarelli
- Musique : Teo Usuelli
- Décors : Luciana Vedovelli
- Costumes : Lina Nerli Taviani
- Production : Franco Cristaldi
- Société de production : Polifilm
- Pays de production :  Italie
- Langue originale : Italien
- Format : Couleur par Eastmancolor — 35 mm — 1,66:1 — Son mono
- Genre : Drame, romance, science-fiction
- Durée : 113 minutes
- Dates de sortie :
  - Italie : 27 septembre 1969

## Distribution
- Anne Wiazemsky : Dora
- Marzio Margine : Cino
- Annie Girardot : l'étrangère
- Rada Rassimov : la blonde qui suit le major
- Maria Teresa Piaggio : la femme aux cheveux bouclés suivant le major
- Milvia Frosini (it) : le prêtre
- Angela Pagano (it) : la religieuse
- Adriano Aprà : le présentateur de télévision
- Mario Vulpiani : le major
- Vittorio Armentano : le technicien / scientifique

## Production
Dans le générique, seuls les interprètes principaux sont mentionnés et, pour les seconds rôles, uniquement les actrices. Les seconds rôles masculins étaient tous tenus par des acteurs non professionnels. Le grand pilote d'hélicoptère, qui ramène des images du Vatican détruit (en fait une simple maquette de la place Saint-Pierre, également utilisée dans une scène de L'Audience), est Mario Vulpiani, le chef opérateur du film. Les autres interprètes sont Adriano Aprà, historien et critique de cinéma, Vittorio Armentano, metteur en scène, Gioia Benelli (it), aspirant metteur en scène ici annonceur dans le restoroute, Sergio Giussani, producteur et comptable du film, Mario Bagnato, l'assistant cadreur, et Luciano Odorisio, l'assistant réalisateur.
Le réalisateur s'est permis un bref caméo dans le rôle du propriétaire de la maison abandonnée, que les deux protagonistes retrouvent mort sous le porche.
Dans les scènes se déroulant dans le restoroute, filmées sur l'aire de service de Feronia est sur l'A1 près de Rome, on entend une chanson inédite en fond sonore. Il s'agit de La collanina, chantée par Gabriella Ferri sur une musique de Teo Usuelli.
Le pistolet qui apparaît dans le film, tenu par le major, est celui, rouge à balles blanches, déjà utilisé sur le tournage de Dillinger est mort.
Dans le musée mis en place par le protagoniste du film, les images de vols spatiaux sont toutes des photos du film 2001, l'Odyssée de l'espace de Stanley Kubrick.

## Exploitation et postérité
Sorti le 27 septembre 1969 en Italie, le film est sélectionné en compétition lors du Festival international du film fantastique d'Avoriaz 1973.
Selon Gabriela Trujillo lors d'une rétrospective Ferreri à la Cinémathèque française en février 2022, La Semence de l'homme est un « film unanimement boudé, une abstraction froide de l'apocalypse provoquée par l'irrémédiable bêtise de l'espèce humaine ».
Le tournage du film est évoqué dans le film Le Redoutable (2017) où Stacy Martin joue le rôle d'Anne Wiazemsky.